# بارلیو
بارلیو (به فرانسوی: Barlieu) یک کمون (فرانسه) در فرانسه است که در canton of Vailly-sur-Sauldre واقع شده‌است. بارلیو ۲۷٫۸۷ کیلومتر مربع مساحت دارد ۲۴۵ متر بالاتر از سطح دریا واقع شده‌است.